# 国鉄ヒ180形貨車
国鉄ヒ180形貨車（こくてつヒ180がたかしゃ）は、かつて鉄道省及び1949年（昭和24年）6月1日以降は日本国有鉄道（国鉄）に在籍した事業用貨車（控車）である。

## 概要
構内入換用、航送車両の鉄道連絡船への積み下ろし作業用の控車として1928年（昭和3年）1月から1939年（昭和14年）11月にかけてト1形、ト10336形を種車に15両（ヒ180 - ヒ194）が製作された。1927年（昭和2年）に改造された車両は当初形式名をヒ1150形（ヒ1150 - ヒ1158→ヒ180 - ヒ188）としたが1928年（昭和3年）5月の車両称号規程改正によりヒ180形に変更された。
改造工事は盛岡工場、大宮工場、大井工場の3か所にて行われた。後の1944年（昭和19年）5月1日に宮城電気鉄道が国有化され当時在籍していた7両（ヒ195 - ヒ201）が本形式に編入された。この際2両（ヒ200 - ヒ201）が当時在籍していたヒ200形と同一の車番が割り振られ二重車番となった。
改造に際しては種車の上回りを撤去し、手摺も控室も設置されなかったのでさく柱の無い長物車の様な外観である。
1963年（昭和38年）3月9日に最後まで在籍したヒ183が廃車となり同時に形式消滅となった。

### 車番履歴
| ヒ180形 | ヒ1150形 | 種車    | 改造年月     | 改造工場 | 配属先 |  | ヒ180形 | ヒ1150形 | 種車             | 改造年月     | 改造工場 | 配属先 |  | ヒ180形 | ヒ1150形 | 種車             | 改造年月    | 改造工場 | 配属先 |
| ------- | -------- | ------- | ------------ | -------- | ------ |  | ------- | -------- | ---------------- | ------------ | -------- | ------ |  | ------- | -------- | ---------------- | ----------- | -------- | ------ |
| ヒ180   | ヒ1150   | ト8664  | 昭和3年3月   | 盛岡     | 仙台   |  | ヒ190   | -        | ト2548           | 昭和14年11月 | 盛岡     | 仙台   |  | ヒ200   | -        | 元宮城電気鉄道車 | 昭和19年5月 |          |        |
| ヒ181   | ヒ1151   | ト8669  | 昭和3年3月   | 盛岡     | 仙台   |  | ヒ191   | -        | ト2848           | 昭和14年11月 | 盛岡     | 仙台   |  | ヒ201   | -        | 元宮城電気鉄道車 | 昭和19年5月 |          |        |
| ヒ182   | ヒ1152   | ト8673  | 昭和3年3月   | 盛岡     | 仙台   |  | ヒ192   | -        | ト3619           | 昭和14年11月 | 盛岡     | 仙台   |  |         |          |                  |             |          |        |
| ヒ183   | ヒ1153   | ト9871  | 昭和3年1月   | 大宮     | 東京   |  | ヒ193   | -        | ト4960           | 昭和14年11月 | 盛岡     | 仙台   |  |         |          |                  |             |          |        |
| ヒ184   | ヒ1154   | ト15567 | 昭和3年1月   | 大宮     | 東京   |  | ヒ194   | -        | ト5354           | 昭和14年11月 | 盛岡     | 仙台   |  |         |          |                  |             |          |        |
| ヒ185   | ヒ1155   | ト13053 | 昭和3年1月   | 大宮     | 東京   |  | ヒ195   | -        | 元宮城電気鉄道車 | 昭和19年5月  |          |        |  |         |          |                  |             |          |        |
| ヒ186   | ヒ1156   | ト13299 | 昭和3年1月   | 大井     | 東京   |  | ヒ196   | -        | 元宮城電気鉄道車 | 昭和19年5月  |          |        |  |         |          |                  |             |          |        |
| ヒ187   | ヒ1157   | ト13086 | 昭和3年1月   | 大井     | 東京   |  | ヒ197   | -        | 元宮城電気鉄道車 | 昭和19年5月  |          |        |  |         |          |                  |             |          |        |
| ヒ188   | ヒ1158   | ト11806 | 昭和3年1月   | 大井     | 東京   |  | ヒ198   | -        | 元宮城電気鉄道車 | 昭和19年5月  |          |        |  |         |          |                  |             |          |        |
| ヒ189   | -        | ト2192  | 昭和14年11月 | 盛岡     | 仙台   |  | ヒ199   | -        | 元宮城電気鉄道車 | 昭和19年5月  |          |        |  |         |          |                  |             |          |        |